# Periplaneta ceylonica
Periplaneta ceylonica es una especie de cucaracha perteneciente al género Periplaneta, categorizada en la familia Blattidae, orden Blattodea.

Fue descrita por primera vez en 1908 por Karny. Aparece registrada y publicada en una sección de Blattoidea of Szechwan and Yunnan. I. The results of the Joint Soviet-Chinese Zoological and Botanical Expedition to SE China in 1955-1956. Entomologicheskoe Obozrenie, 36(4), p. 895–915 de 1957.

## Distribución
La especie se distribuye por Asia, en la India, Sri Lanka y China.